# 十和田八幡平國立公園

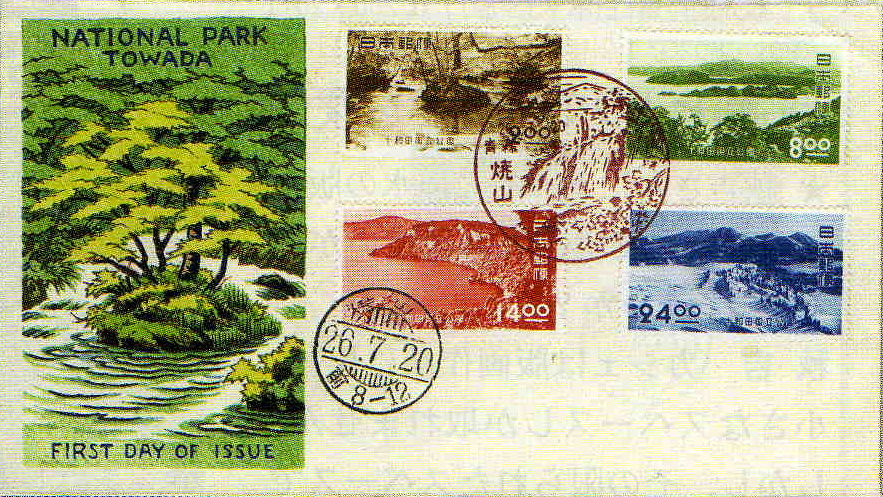
印有十和田八幡平國立公園的郵票

十和田八幡平國立公園（日语：／）是位在日本青森縣、岩手縣、秋田縣的國立公園。公園包含了十和田湖周邊與八幡平周邊的火山群。1936年（昭和11年）2月1日在十和田地區成立十和田國立公園。1956年7月10日加入八幡平地域，改稱為現在的十和田八幡平國立公園。

## 概要
由於位於那須火山帶上，有多樣的火山，因此又稱「火山的博物館」。另外還有玉川溫泉、蔦溫泉、酸湯溫泉、八甲田溫泉等溫泉地。作為紅葉知名景點，吸引眾多觀光客來訪。主要可分為十和田·八甲田地域與八幡平地域。

## 主要景點
十和田八甲田地域
- 十和田湖

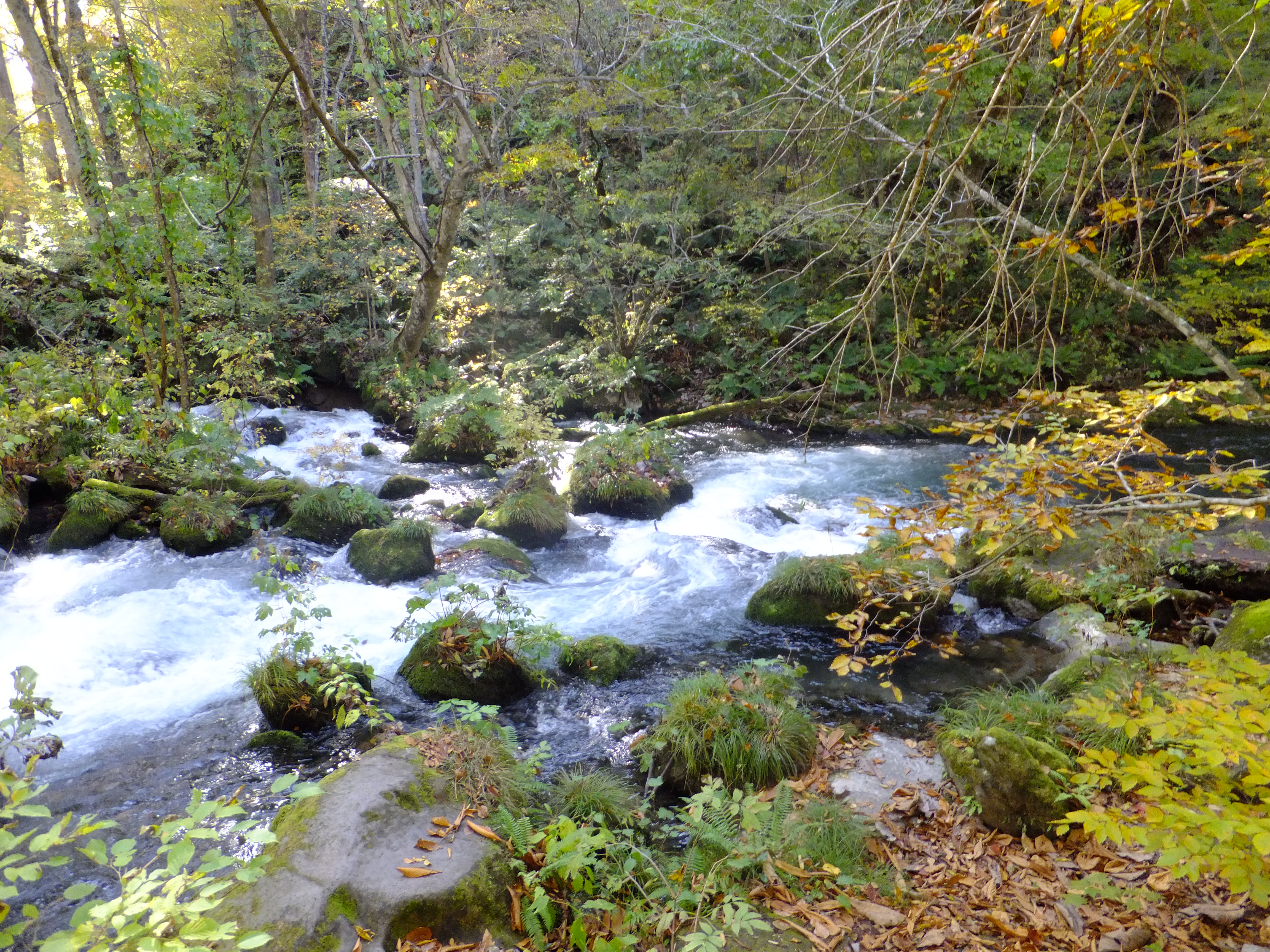
奧入瀨溪流
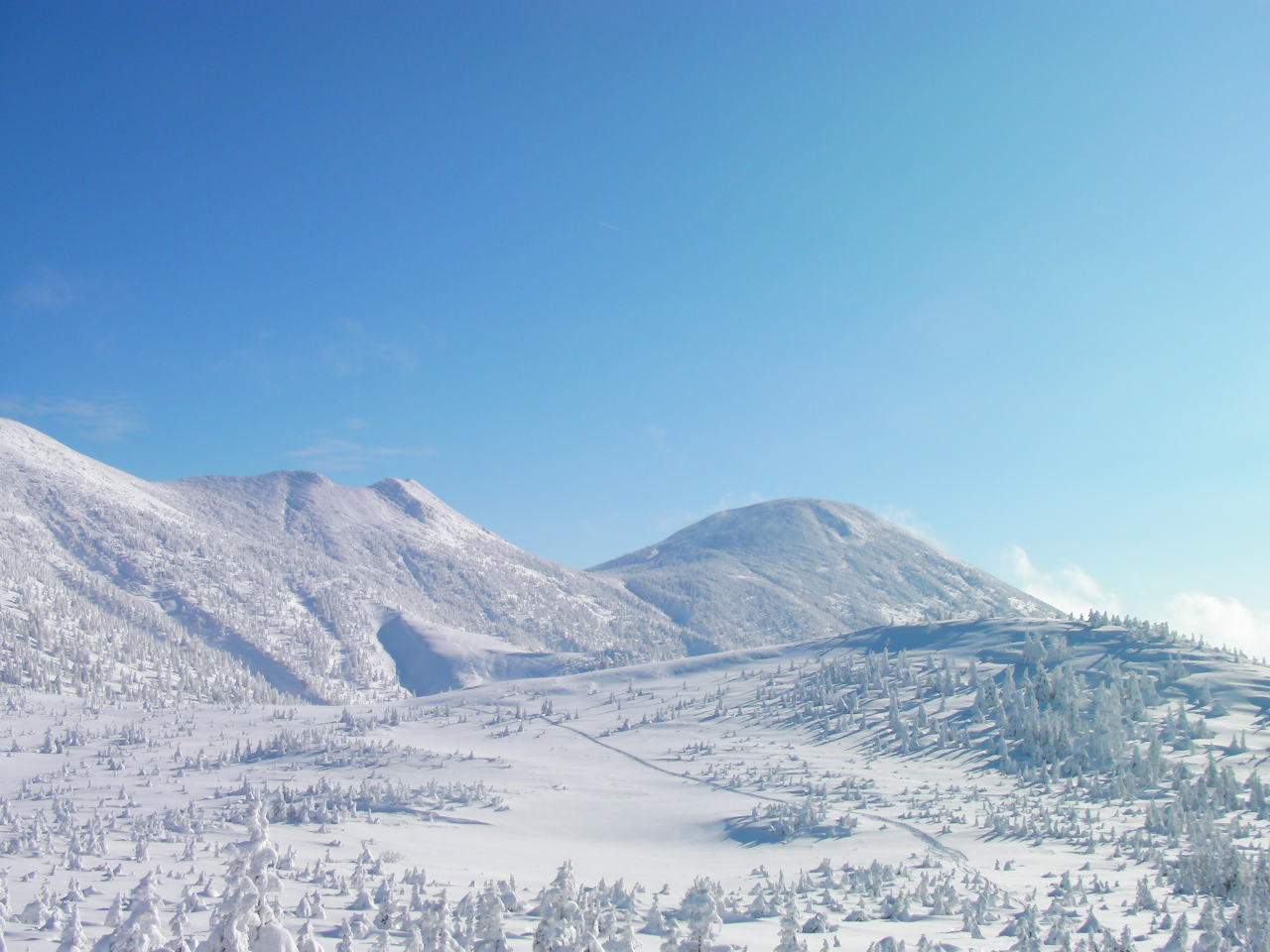
八甲田山
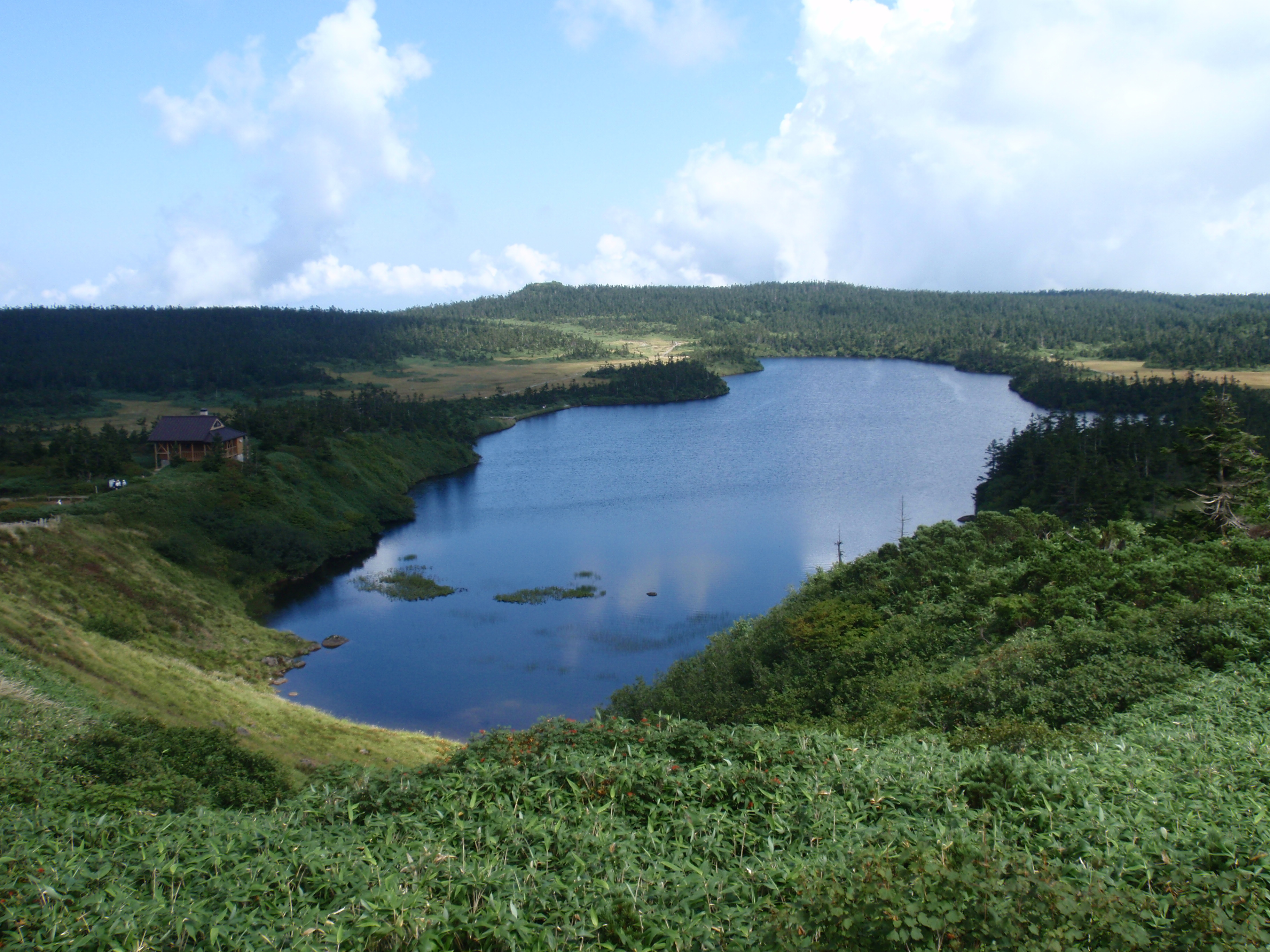
田代平濕原（日语：田代平湿原）

八幡平地域
- 八幡平
- 玉川溫泉（日语：玉川温泉 (秋田県)）
- 秋田駒岳
- 岩手山

- 秋季的奧入瀨溪流
- 冬季的八甲田山
- 八幡沼

## 自然

### 地形
火山噴氣孔與噴發的泥土造就了無數的火山地形。其中，玉川溫泉的北投石與岩手山的燒走熔岩流等被指定為國家特別天然紀念物。十和田湖是二重破火山口湖，奧入瀨溪流是十和田湖唯一流出的河川。八甲田山系是由南北兩群火山群組成的龐大山脈。

### 植被
園內可說是落葉闊葉林的寶庫，可見山毛欅、連香樹、楓樹、日本七葉樹、岳樺等多種植被。另外，高處可見以偃松為中心的高山植物群落。田代平等濕原地帶可見濕性植物，火山氣體聚集處則有磯躑躅等火山地帶常見的硫氣孔原植被。

### 動物
八幡平地域有亞洲黑熊、髭羚、貉等哺乳動物與各種鳥類。

## 集團設施地區、遊客中心
| 地區名     | 面積   | 所在地                            | 使用人數（人） |
| ---------- | ------ | --------------------------------- | -------------- |
| 酸湯       | 38.7ha | 青森縣青森市                      | 98,000         |
| 休屋       | 42.4ha | 青森縣十和田市 秋田縣鹿角郡小坂町 | 1,275,000      |
| 網張       | 52.7ha | 岩手縣岩手郡雫石町                | 213,000        |
| 後生掛     | 50.1ha | 岩手縣岩手郡雫石町                | 42,000         |
| 生出       | 18.7ha | 岩手縣鹿角郡小坂町                | 1,000          |
| 玉出溫泉   | 67.8ha | 岩手縣仙北市                      | 164,000        |
| 乳頭溫泉鄉 | 27.2ha | 岩手縣仙北市                      | 299,000        |

| 中心名                                  | 設置者                 | 所在地                                 | 使用人數（人） |
| --------------------------------------- | ---------------------- | -------------------------------------- | -------------- |
| 十和田遊客中心                          | 環境省                 | 青森縣十和田市奧瀨十和田湖畔休屋486    | 26,929         |
| 蔦野鳥之森休憩所 （蔦溫泉園地遊客中心） | 環境省                 | 青森縣十和田市奧瀨字蔦野湯             | 14,853         |
| 酸湯資訊中心                            | 環境省                 | 青森縣青森市荒川南荒川山國有林酸湯澤50 | 10,529         |
| 石戶休憩所                              | 十和田湖故鄉活性化公社 | 青森縣十和田市奧瀨字惣邊山1            | 385,406        |
| 網張遊客中心                            | 環境省                 | 岩手縣岩手郡雫石町長山小松倉1-2        | 20,788         |
| 松尾八幡平遊客中心                      | 岩手縣                 | 岩手縣八幡平市柏台一丁目28番地         | 111,701        |
| 八幡平遊客中心                          | 環境省                 | 秋田縣鹿角市八幡平字大沼2              | 42,146         |
| 玉川溫泉遊客中心                        | 秋田縣                 | 秋田縣仙北市田澤湖玉川澀黑澤           | 10,022         |

## 關連項目
- 日本國立公園

## 外部連結
- （日語）十和田八幡平國立公園（页面存档备份，存于）
- 十和田湖觀光情報（页面存档备份，存于）
- 十和田八幡平觀光物產協會（页面存档备份，存于）